# Першотравневая (шахта)
Шахта «Першотравневая» — закрытое угледобывающее предприятие в городе Першотравенск Днепропетровской области Украины.

## История
Строительство шахты № 1 на окраине  города Першотравенск Павлоградского района Днепропетровской области началось в 1957 году в соответствии с шестым пятилетним планом развития народного хозяйства СССР. Шахта строилась по проекту днепропетровского проектного института «Днепрогипрошахт» шахтостроительным управлением треста «Павлоградшахтострой» и являлась стройкой общесоюзного значения.
На момент начала строительства место закладки шахтных стволов находилось в 2-3 км от окраины посёлка. Строительство имело свою специфику - так как под верхними слоями почвы здесь залегали пески-плавуны, была задействована станция по замораживанию грунта (для обеспечения работы которой построили дополнительную электроподстанцию), а из Донбасса прибыл отряд из 350 рабочих и специалистов по постройке шахт. Во время строительства использовались новые образцы техники и были внедрены рационализаторские предложения (в частности, строительство опорных столбов с заливкой цементного раствора в опалубку по методу, разработанному бригадой Л. Иванина). 
В октябре 1960 года при завершении работ водонасыщенный грунт прорвал бетонные крепления и затопил шахту, для ликвидации аварии прибыли водолазы из Ленинграда, которые закрыли прорыв.
28 августа 1963 года шахта была введена в эксплуатацию под названием шахта «Западно-Донбасская № 1» (мощностью 450 тыс. тонн каменного угля в год), в этот же день была добыта первая вагонетка угля.
На балансе шахты находились объекты социальной инфраструктуры города (жилые дома, спортивная площадка на берегу реки, заводской клуб шахты «Западно-Донбасская № 1» и библиотека технической литературы). Кроме того, коллектив шахты принимал активное участие в общественной деятельности (в частности, в озеленении города и закладке городского парка в 1967 году).
1966 год шахта завершила с прибылью 141,7 тыс. рублей.
По результатам работы в первом полугодии 1967 года шахта заняла первое место в СССР и была награждена переходящим Красным знаменем министерства угольной промышленности СССР и денежной премией. Техническое переоснащение шахты уже в июне 1967 года позволило перевести её работу на пятидневную рабочую неделю, при этом производительность предприятия возросла, а зарплаты шахтёров увеличилась (с 173 рубля в 1964 году до 212 рублей в 1967 году).
1967 год шахта завершила с прибылью в размере свыше 160 тыс. рублей.
В 1973 году шахта получила новое название - шахта «Першотравневая».
В целом, в советское время шахта входила в состав шахтоуправления «Першотравенское» производственного объединения «Павлоградуголь» и являлась одним из крупнейших предприятий города.
После провозглашения независимости Украины шахта перешла в ведение министерства угольной промышленности Украины.
В дальнейшем, предприятие остановило производственную деятельность и было закрыто. К 2013 году здания и сооружения были частично разрушены, а оборудование и металлоконструкции шахты были демонтированы на металлолом.